# Cuscuta tatei
Cuscuta tatei är en vindeväxtart som beskrevs av Truman George Yuncker. Cuscuta tatei ingår i släktet snärjor, och familjen vindeväxter. Inga underarter finns listade i Catalogue of Life.